# Cayratia neurosa
Cayratia neurosa là một loài thực vật hai lá mầm trong họ Nho. Loài này được (Kurz) H.N.Naithani miêu tả khoa học đầu tiên năm 1990.